# Никольское (Кирилловский район)
Никольское — село в Кирилловском районе Вологодской области.
Входит в состав Алёшинского сельского поселения, с точки зрения административно-территориального деления — в Ивановоборский сельсовет.
Расстояние до районного центра Кириллова по автодороге — 35 км, до центра муниципального образования Шиндалово по прямой — 13 км. Ближайшие населённые пункты — Пестерево, Шевинская, Гребенево.
По переписи 2002 года население — 9 человек.

## Известные уроженцы
В июле 1889 года в селе родилась Мария (Фролкова) Бочкарёва, прожившая здесь с семьёй шесть лет, перед тем как уехать в Сибирь. Её мать была родом из Чаронды.